# Diego Calderón
Diego Calderón (Quito, Pichincha, Ecuador, 26 de octubre de 1986) es un exfutbolista ecuatoriano que jugaba de defensa. Su último equipo fue el Independiente Juniors de la Serie B de Ecuador, donde se retiró el año 2018.

## Trayectoria
Calderón participó en la campaña de LDU en la Copa Libertadores 2008. Hizo una gran muestra de defensa contra muchos de los oponentes de LDU. Sin embargo, tuvo una lesión en la ronda de octavos de final ante Estudiantes de La Plata y fue reemplazado por Renán Calle para el resto del torneo. Su equipo se convirtió en el primer equipo ecuatoriano en ganar la Copa Libertadores. 
Calderón fue clave en el arranque de la Copa Mundial de Clubes de la FIFA. Jugó dos partidos contra el Manchester United y Pachuca. Aunque LDU fue capaz de vencer a Pachuca 2-0 en las semifinales, perdió en la final contra el Manchester United, 1-0. Él y el resto de su equipo tuvo un buen rendimiento sólido en todo el campeonato.

## Selección nacional
Ha sido internacional con la Selección de fútbol de Ecuador en 5 ocasiones sin anotar goles.

## Clubes
| Club                  | País    | Periodo   | Liga PJ (G) | Copa Libertadores PJ (G) | Copa Sudamericana PJ (G) | Mundial de Clubes PJ (G) | Recopa Sudamericana PJ (G) | Copa Suruga Bank PJ (G) |
| --------------------- | ------- | --------- | ----------- | ------------------------ | ------------------------ | ------------------------ | -------------------------- | ----------------------- |
| Liga de Quito         | Ecuador | 2005      | 3 (0)       | 0 (0)                    | 0 (0)                    | —                        | —                          | —                       |
| Deportivo Azogues     | Ecuador | 2006      | 11 (0)      | —                        | —                        | —                        | —                          | —                       |
| Liga de Quito         | Ecuador | 2007-2012 | 207 (4)     | 25 (0)                   | 32 (0)                   | 2 (0)                    | 2 (0)                      | 1 (0)                   |
| Colorado Rapids       | EEUU    | 2013      | 4 (0)       | —                        | —                        | —                        | —                          | —                       |
| Liga de Quito         | Ecuador | 2014      | 12 (0)      | —                        | —                        | —                        | —                          | —                       |
| Barcelona             | Ecuador | 2015      | 13 (0)      | 2 (0)                    | —                        | —                        | —                          | —                       |
| Zacatepec             | México  | 2016      | 29 (2)      | –                        | —                        | —                        | —                          | —                       |
| Deportivo Cuenca      | Ecuador | 2017      | 3 (0)       | –                        | —                        | —                        | —                          | —                       |
| Aucas                 | Ecuador | 2017      | 22 (2)      | –                        | —                        | —                        | —                          | —                       |
| Independiente Juniors | Ecuador | 2018      | 25 (1)      | –                        | —                        | —                        | —                          | —                       |

## Palmarés

### Campeonatos nacionales
| Título                           | Club          | País    | Año           |
| -------------------------------- | ------------- | ------- | ------------- |
| Campeonato Ecuatoriano de Fútbol | Liga de Quito | Ecuador | 2005 Apertura |
| Campeonato Ecuatoriano de Fútbol | Liga de Quito | Ecuador | 2007          |
| Campeonato Ecuatoriano de Fútbol | Liga de Quito | Ecuador | 2010          |

### Copas internacionales
| Título              | Club          | Sede           | Año  |
| ------------------- | ------------- | -------------- | ---- |
| Copa Libertadores   | Liga de Quito | Río de Janeiro | 2008 |
| Recopa Sudamericana | Liga de Quito | Quito          | 2009 |
| Copa Sudamericana   | Liga de Quito | Río de Janeiro | 2009 |
| Recopa Sudamericana | Liga de Quito | Quilmes        | 2010 |

### Campeonatos nacionales amistosos
| Título                 | Club      | País    | Año  |
| ---------------------- | --------- | ------- | ---- |
| Trofeo Hincha Amarillo | Barcelona | Ecuador | 2015 |

### Campeonatos internacionales amistosos
| Título             | Club      | País    | Año  |
| ------------------ | --------- | ------- | ---- |
| Copa EuroAmericana | Barcelona | Ecuador | 2015 |